# Commerce suédois outre-mer pendant la Seconde Guerre mondiale
Depuis la capture par l’occupation par l’Allemagne du Danemark et de la Norvège, le commerce outre-mer suédois pendant la Seconde Guerre mondiale fut en grande partie bloqué par la bataille de l'Atlantique, mais les diplomates suédois convainquirent l'Allemagne et le Royaume-Uni de laisser passer quelques navires, principalement vers les États-Unis (jusqu'à leur entrée dans la guerre) et vers les pays neutres d’Amérique latine. Ces transports, appelés lejdtrafiken, littéralement « circulation en toute sécurité », étaient surveillés par les deux puissances et dix d'entre eux furent coulés pendant la guerre. La Suède importait principalement des produits pétroliers et agricoles et exportait des produits ligneux. Dans l'ensemble, les importations d'essence en Suède diminuèrent fortement et des carburants de substitution furent trouvés.
La Suède échangea des biens considérables avec l'Allemagne pendant la guerre, notamment du fer, des produits ferreux, des roulements à billes et des camions. La Suède tenta d'acheter des avions aux États-Unis, mais l’exportation de ceux-ci fut interdite par le gouvernement américain en 1940. La Suède acheta alors 200 avions à l'Italie. À mesure que la guerre progressait, des produits stratégiques tels que le caoutchouc et les métaux furent interdits.
Certains échanges furent également effectués avec des forceurs de blocus comme le HMS Gay Viking. Les importations de Suède vers le Royaume-Uni furent organisées en plusieurs opérations telles que l'opération Rubble, l'opération Performance (en mars 1942) et l'opération Bridford (d'octobre 1943 à mars 1944). Selon l'historien Christian Leitz, la Suède viola sa propre neutralité en offrant au Royaume-Uni des roulements à billes à prix réduit. En 1938, SKF ne facturait au Royaume-Uni que 74% de ce qu’il facturait à l'Allemagne et 68% seulement en 1943,,, alors que l'historien Eric Bernard Golson affirme que des puissances neutres telles que la Suède maintinrent leur neutralité et leur indépendance en offrant des concessions économiques aux puissances en guerre pour compenser leur relative faiblesse militaire.